# William Seymour, 2:e hertig av Somerset

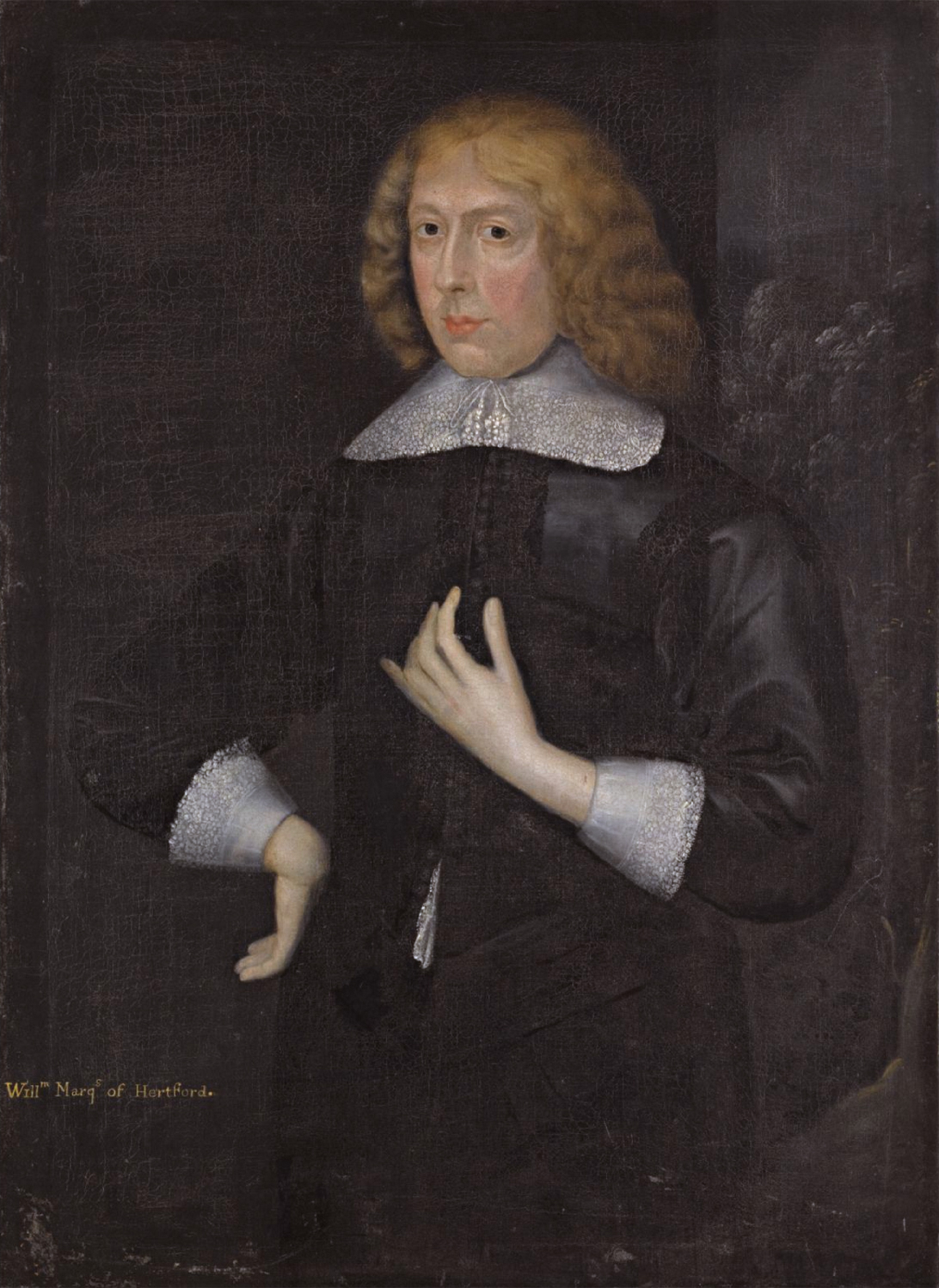
William Seymour, 2:e hertig av Somerset.

William Seymour, 2:e hertig av Somerset, född 1588, död den 24 oktober 1660, var en engelsk hertig, sonson till Edward Seymour, 1:e earl av Hertford och Catherine Grey. Därmed var han nära besläktad med kungahuset. Han efterträdde sin farfar som earl av Hertford 1621.
År 1610 gifte han sig med sin första fru, Arabella Stuart, något som starkt ogillades av hennes kusin, kung Jakob I av England, eftersom båda kunde göra anspråk på engelska tronen. För att förhindra ett eventuellt upprorsförsök inspärrades både William Seymour och hans fru i Towern.
Ett år senare lyckades paret fly, men Arabella Stuart kom på avvägar och infångades på nytt. Hon kom att sluta sina dagar i Towern 1615, efter att ha svultit sig själv till döds.
William Seymour gifte senare om sig med lady Frances Devereux, dotter till Robert Devereux, 2:e earl av Essex. De fick sju barn, däribland sönerna Henry Seymour, lord Beauchamp (1626-1654) och John Seymour, 4:e hertig av Somerset (1646-1675).
William Seymour kom att bli en av de mest inflytelserika opponenterna mot Karl I av England från 1620-talet och framåt. Runt 1640 ändrade han dock åsikt och blev som belöning utnämnd till markis av Hertford av kungen. Han blev senare en av kungens närmaste män fram till dennes avrättning 1649.
Under Oliver Cromwells styre på 1650-talet höll sig Seymour borta från politiken och efter restaurationen 1660 blev han belönad för tidigare tjänster av Karl II av England som återställde till honom alla de egendomar som tidigare konfiskerats av kronan och utnämnde honom till hertig av Somerset (en titel som fråntagits hans farfarsfar Edward Seymour, 1:e hertig av Somerset 1552).